# Vlado Singer
Vlado (Vladimir) Singer, (Virovitica, 21. listopada 1908. – Stara Gradiška, listopad 1943.), bio je hrvatski političar, član ustaškoga pokreta.

## Životopis
Vlado (Vladimir) Singer rodio se u Virovitici 1908. godine u hrvatskoj židovskoj obitelji (poslije se u životu preobratio na katoličku vjeru i smatrao se Hrvatom). Političku aktivnost započeo je tijekom studija u Zagrebu, krajem 1920-ih i početkom 1930-ih godina. Središnja je osoba tajnih nacionalnih skupina, a javno predvodi sveučilištarce u društvu Kvaternik. Uz njega glavni akteri bili su Branimir Jelić, Mladen Lorković, i Eugen Dido Kvaternik smatrajući da su dotadašnje političke formacije preživljene i da treba stvarati novi pokret koji bi bio nositelj revolucionarne borbe. U ožujku 1932. godine, točnije 6. ožujka, organizira demonstracije na sveučilištu protiv diktature kralja Aleksandra. (Vidi članak Šestosiječanjska diktatura.) U ožujku 1933. godine pokreće i uređuje glasilo mlade hrvatske nacionalističke organizacije Naša gruda, prve nezavisne novine koje izlaze u Hrvatskoj za vrijeme diktature. Prvi broj Naše Grude: Omladinskog lista za suvremena pitanja izašao je 1. ožujka 1933. godine a urednici su mu bili Singer i pjesnik Ivo Lendić.

### Emigracija
Nakon samo dva broja odlazi, u ljeto 1933. godine, u emigraciju. Nastanjuje se u Beču. U njegovom stanu neko se vrijeme 1934. godine sklanjao i Eugen Dido Kvaternik. U ožujku 1934. godine uhićen je u Beču od austrijskoga redarstva na zahtjev jugoslavenskih vlasti, u navodnoj vezi s namjeravanim atentatom Petra Oreba na jugoslavenskoga kralja Aleksandra I. Karađorđevića u prosincu 1933. godine. Nakon šest mjeseci je pušten i odlazi u Italiju. Tamo boravi u ustaškim logorima i u internaciji na Liparima. Nakon Marseillskog atentata ponovno je uhićen.
Bio je povjerenik Glavnog ustaškog stana. Prema Eugenu Didi Kvaterniku jedini je od svih ustaša u Italiji kritički gledao na Pavelićev način života, ali mu je bio odan. Opisivali su ga kao vrsnog organizatora.

### NDH i smrt
U travnju 1941. godine vraća se u Zagreb s Pavelićem i drugim ustašama iz emigracije. U svibnju preuzima vođenje Osobnog odjela Glavnog ustaškog stana. Kada je sredinom lipnja osnovana Ustaška nadzorna služba (UNS), preuzima ured II (obavještajna služba). U kolovozu 1941. došao je u posjed pouzdanih vijesti iz Stožera talijanske druge Armate (okupacijska sila u dijelovima pripojenim Italiji i talijanskoj okupacijskoj zoni u NDH) o talijanskom operativnom planu za zaposjedanje čitave Hrvatske u pet etapa, o čemu je obavijestio državno vodstvo:
- prva etapa: područje iz Rimskih ugovora
- druga etapa: reokupacija druge zone
- treća etapa: reokupacija treće zone
- četvrta etapa: okupacija Hrvatske do Save i
- peta etapa: zaposjedanje sjeverne Hrvatske do Drave.[11]

Kada su komunisti, 14. rujna 1941. godine, izvršili diverziju na glavnoj zagrebačkoj pošti, na zahtjev Nijemaca kao odgovoran uhićen je i zatočen u logorima u Jasenovcu i Staroj Gradišci, gdje je i pogubljen. Osumnjičen kao komunist i brzinski osuđen, prije zatočenja u sabirnim logorima, bio je nakon uhićenja privremeno zatočen u Zagrebu u zatvoru na Savskoj cesti.
Prijateljevao s Branimirom Župančićem, kojemu je svojevremeno s Lipara pisao u Rim za primanje „Katoličkog tjednika“. Uhićenog Singera Župančić je došao obići. "Došao sam posjetiti prijatelja koji je ovdje zatvoren, koji je Židov", rekao je Župančić.
U Jasenovcu je neko vrijeme bio zatočen zajedno s Vladkom Mačekom, u zimi 1941. – 1942., o čemu je ostavio opširno izvješće ↓1, odnijeto 1945. godine u emigraciju. Suvremenici i suradnici njegovo uhićenje i likvidaciju dovode u vezu s njegovim židovskim podrijetlom i osobnom netrpeljivošću nekih ustaških dužnosnika a ne s odgovornošću za navedenu komunističku sabotažu. Ubojstvo Vlade Singera nikada nije razjašnjeno, a niti tko je za to izdao nalog.